# Vodeni centar Hamad
Vodeni centar Hamad je veliki bazenski kompleks u glavnom katarskom gradu Dohi. Kada je Katar 2006. bio domaćin Azijskih igara u ovome bazenskom kompleksu su se održavali sportski susreti iz vodenih sportova. Vodeni centar Hamad je dio kompleksa Doha Sports City koji uključuje Međunarodni stadion Khalifa, Aspire Dome te Aspire Tower.